# Sherman (Dakota del Sud)
Sherman és una població dels Estats Units a l'estat de Dakota del Sud. Segons el cens del 2000 tenia 87 habitants.

## Demografia
Segons el cens del 2000, Sherman tenia 87 habitants, 30 habitatges, i 26 famílies. La densitat de població era de 129,2 habitants per km².
Dels 30 habitatges en un 56,7% hi vivien nens de menys de 18 anys, en un 60% hi vivien parelles casades, en un 13,3% dones solteres, i en un 13,3% no eren unitats familiars. En el 10% dels habitatges hi vivien persones soles el 10% de les quals corresponia a persones de 65 anys o més que vivien soles. El nombre mitjà de persones vivint en cada habitatge era de 2,9 i el nombre mitjà de persones que vivien en cada família era de 2,92.
Per edats la població es repartia de la següent manera: un 34,5% tenia menys de 18 anys, un 11,5% entre 18 i 24, un 34,5% entre 25 i 44, un 14,9% de 45 a 60 i un 4,6% 65 anys o més.
L'edat mediana era de 28 anys. Per cada 100 dones de 18 o més anys hi havia 119,2 homes.
La renda mediana per habitatge era de 38.333 $ i la renda mediana per família de 39.167 $. Els homes tenien una renda mediana de 26.000 $ mentre que les dones 16.875 $. La renda per capita de la població era de 10.781 $. Entorn del 5% de les famílies i el 9,8% de la població estaven per davall del llindar de pobresa.

## Poblacions més properes
El següent diagrama mostra les poblacions més properes.